# Euler-integrál
A matematikában kétféle Euler-integrál ismert:
1. Az elsőfajú Euler-integrál a béta-függvény:
{\displaystyle \mathrm {\mathrm {B} } (x,y)=\int \limits _{0}^{1}t^{x-1}(1-t)^{y-1}\,dt={\frac {\Gamma (x)\Gamma (y)}{\Gamma (x+y)}}}
2. A másodfajú Euler-integrál a gamma-függvény:
{\displaystyle \Gamma (z)=\int \limits _{0}^{\infty }t^{z-1}\,e^{-t}\,dt}

Pozitív egész m és n-re mindkét integrál kifejezhető faktoriálisokkal és binomiális együtthatókkal:
{\displaystyle \mathrm {\mathrm {B} } (n,m)={(n-1)!(m-1)! \over (n+m-1)!}={n+m \over nm{n+m \choose n}}}
{\displaystyle \Gamma (n)=(n-1)!\,}